# 卤素加成反应
卤素加成反应，是指一类卤素分子进攻不饱和键引起的亲电加成反应。反应中，双键或三键中的π键被打开，与卤素原子形成新的σ键。该类加成反应主要是反式加成。
机理主要为碳正离子机理和环𬭩离子机理，也有离子对机理（如氯的顺式加成）。一般用氯、溴作为亲电试剂参与反应，需要极性物种催化。氟的加成因太剧烈而一般不采用，碘反应速率极慢。

## 反应机理
氯和溴与不饱和碳的加成需极性物种催化，常用三氯化铁、三溴化铁。反应机理大多为环𬭩离子机理。在第一步中，当溴分子的正电部分与不饱和键加成后，由于溴的原子半径较大，含孤对电子的p轨域电子云与碳正离子的空p轨道重叠，形成环𬭩离子。
卤素分子的负电部分进攻环𬭩离子，形成σ键。该机理产生反式产物。
但氯与1-苯基丙烯加成是碳正离子机理和离子对机理，因为氯原子比较小，不容易与C的空轨道重叠，且空间位阻较大。一般需要极性物种催化。以碳正离子机理进行时首先在分子间诱导力作用下，Cl2分子产生瞬时偶极。其中的正电部分进攻电子云密度较大的不饱和键（如为不对称的不饱和烃，该步符合马氏规则，如双键上碳连接了吸电子基团，则与马氏规则相反），π键断开，电子转移形成σ键，被进攻的碳原子由sp2杂化转为sp3杂化，另一个碳原子形成碳正离子，保持sp2杂化。
此时，卤素分子的负电部分进攻碳正离子，形成σ键。该机理产物为反式/顺式产物。
以离子对机理进行时，氯分子接近双键，氯氯键被诱导异裂，Cl-与碳正离子形成离子对，完成反应，产物为顺式。

## 应用
此类反应可用于化学工业生产邻位二卤代烷，水解生成邻位二醇。